# Amigo conductor
«Amigo conductor» es una canción española compuesta por José Espinosa y Felipe Campuzano,  que trata sobre la precaución que deben tener los conductores en la carretera.
Fue grabada por la cantante Perlita de Huelva en Discos Iberia (Columbia) en 1968, y un año más tarde en Discos Belter.
Supuso un éxito en España, y continúa teniendo un seguimiento de culto. Es considerada como una de las canciones más emblemáticas de los años 70. 

## Historia
Fue grabada por primera vez por Perlita de Huelva en Discos Iberia (Columbia) en 1968, costeándose ella misma la producción. Al año siguiente la volvió a grabar para el sello Discos Belter, siendo esta versión alternativa la más popular.
El 19 de noviembre de 1975 Perlita de Huelva fue premiada con el Disco de Oro en el Hotel Meliá Castilla de Madrid, entregado por el locutor Juan Vives de Cadena SER. Además, fue premiada como Madrina de los camioneros. Los medios de comunicación más importantes de España estuvieron presentes para cubrir dicho evento. Pero por la madrugada falleció Francisco Franco, por lo que no le dieron el protagonismo que merecía a dicho galardón.
En 1990 Perlita de Huelva fue premiada con el Disco de Platino por dicho tema.
En 2006 el tema Amigo conductor fue elegido para formar parte de la campaña de concienciación de tráfico de Antena 3, Onda Cero y Europa FM, bajo el eslogan “No corras, Neng”, protagonizado por el dúo Estopa y el actor Edu Soto. Con esta acción se pretendió sensibilizar a los conductores del peligro del exceso de velocidad al volante, una de las principales causas de mortalidad en la carretera.

### Otros intérpretes
- Emilio el Moro
- Los Centollos
- Los Rayitos
- Rosalez
- El Chaval de la Pepa
- Estopa
- Mercedes Ruiz
- Rumbason
- Maria Figueroa
- Los Pronto